# Arthroleptis crusculum
Arthroleptis crusculum Angel, 1950 è un anfibio anuro, appartenente alla famiglia degli Artroleptidi.

## Distribuzione e habitat
È presente sul Monte Nimba in Guinea sopra i 500 metri di altitudine. È segnalato anche in Liberia, Sierra Leone e Costa d'Avorio.